# Buccinum tsubai
Buccinum tsubai är en snäckart. Buccinum tsubai ingår i släktet Buccinum och familjen valthornssnäckor. Inga underarter finns listade i Catalogue of Life.